# Іній (персонаж)
Іній (англ. Killer Frost) — ім'я, що використовується кількома вигаданими суперлиходійками, що з'являються в американських коміксах, виданих DC Comics. Персонаж з'являвся в різних втіленнях у кількох різних осіб зі Всесвіту DC враховуючи, що Іній — персона. Іній з'являється, головним чином, як противник супергероя Вогняного Шторма в деяких варіаціях. Інші імена: Крістал Фрост (англ. Crystal Frost), Луїза Лінкольн (англ. Louise Lincoln), Кейтлін Сноу (англ. Caitlin Snow).

## Вигадані біографії персонажів

### Кристал Фрост
Кристал Фрост була першою версією, що дебютувала у Вогненний Шторм #3 (червень 1978). Поки Фрост вчилась, щоб стати вченим у Гудзонськіому університеті, вона закохалася у свого викладача Мартіна Штайна. Під час роботи над проектом в Арктиці, Фрост була засмученою, дізнавшись, що Штайн не відповідає взаємністю на її почуття. Фрост випадково закрилася у thermafrost камері, але вижила, і стала в змозі поглинати тепло від живих істот і створювати лід та холод. Почала називати себе "Кілер Фрост" після кривавого хрестового походу проти чоловіків і після того як почала неодноразово вступати в бій з Вогняним Штормом. Зрештою, Кілер Фрост загинула після того, як вона поглинула занадто багато енергії від Вогненного Шторму. Кристал була ідентифікованою як одна із загиблих і похований нижче Залу Справедливості. ЇЇ тіло було реанімовано організацією Чорний Ліхтар.

## Виконавці
- мультсеріал «Молода ліга справедливості» — Сара Шахі